# Calle Tigre
La Calle Tigre es una calle ubicada en la zona monumental de la ciudad del Cusco, Perú. Es una vía que une la calle Saphy, vía importante de tránsito vehicular, con la calle Tecsecocha donde se ubican varios bares y discotecas.

## Historia
La calle se ubica dentro de lo que era la manzana o cancha donde se ubicaba el palacio real denominado Qasana durante la época incaica y que correspondía al palacio de Pachacútec con frontis al antiguo Huacaypata. Con la fundación española de la ciudad, a partir de 1560, se procede a la apertura de vías en las antiguas canchas incas para la formación de manzanas. En esa época se abrió tanto esta vía como su perpendicular, la calle Tecsecocha. 
La vía se vio definida en el siglo XX cuando entre 1922 y 1934 se procedió a culminar la canalización del río Saphy dando lugar al establecimiento de la calle del mismo nombre.. Desde 1972 la vía forma parte de la Zona Monumental del Cusco declarada como Monumento Histórico del Perú. Asimismo, en 1983 al ser parte del casco histórico de la ciudad del Cusco, forma parte de la zona central declarada por la UNESCO como Patrimonio Cultural de la Humanidad. y en el 2014, al formar parte de la red vial del Tawantinsuyo volvió a ser declarada como patrimonio de la humanidad.

#### Libros y publicaciones
- Coronado Esquivel, Jessica; Apaza Callañaupa, Roel (2017). «La modernización de la ciudad y su salubridad: la canalización del Cusco a principios del siglo XX». Summa Humanitatis 9 (1). Consultado el 7 de octubre de 2019.

- Datos: Q123139235
- Multimedia: Calle Tigre / Q123139235